# イランの仏教
イランの仏教（イランのぶっきょう）は、かつてイラン高原周辺で展開した仏教について記述する。

## 概要
イスラム教徒が権力を握っている現在のイラン・イスラム共和国では、かつてイランに仏教徒が存在したことを認めていない。これはナショナリズムに基づく見解であり、必ずしも学術性が伴うものではない。実際には仏教徒が権力を握っていたイルハン国がかつて存在しており、その頃に建造された仏教遺跡も残されている。なお、現在のイランにおいてはイスラム教と啓典の民（キリスト教徒・ユダヤ教徒・ゾロアスター教徒）以外の宗教は存在を認められていない。

## 歴史

### サーサーン朝
サーサーン朝期（226年 - 651年）に成立したマニ教は、仏教を含む諸宗教を混交しており、仏陀を預言者の一人と解釈していた。また、マニ教の教会組織は仏教の僧院制度から影響を受けたのではないかとする説もあったが、その後資料の発見などにより否定されている。
ゾロアスター教神官団のリーダーであったカルティールは、サーサーン朝君主であるバハラーム1世（在位
273年-276年）からバハラーム2世（在位276年 - 293年）の時代に絶大な権力を振るい、キリスト教・マニ教などと並んで仏教を迫害し、その旨を記した碑文を帝国各地に建設させた。
7世紀半ばにアラブ人イスラム教徒がイラン高原を占領し、ゾロアスター教徒からイスラム教徒に権力が移った。

### イル・ハン国

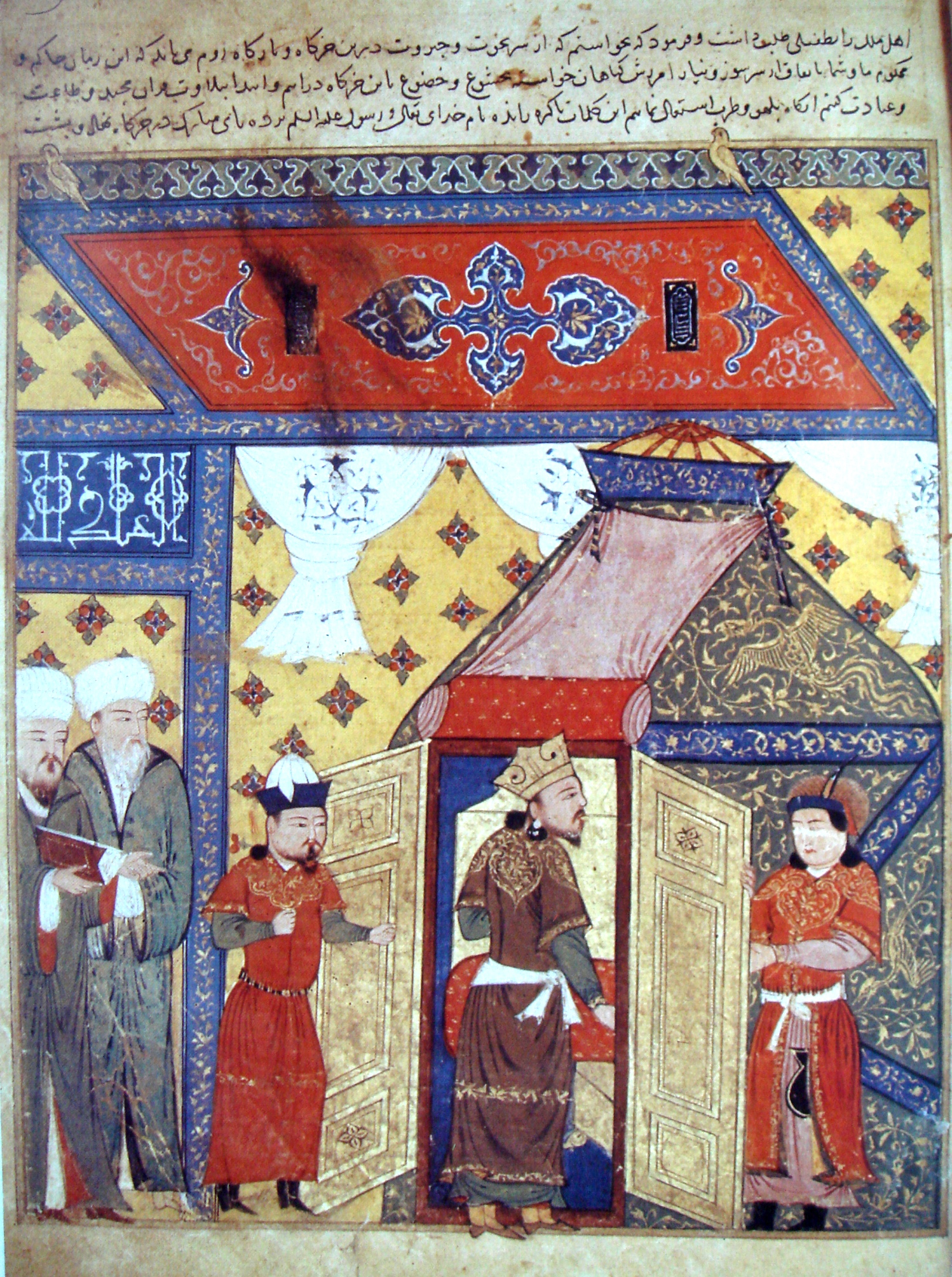
仏教からイスラム教に改宗するガザン（『集史』パリ本より）

仏教徒であるモンゴル帝国の皇族フレグ（在位1260年 - 1265年）はバグダードの戦い（1258年）によってイスラム王朝のアッバース朝を滅ぼし（フレグの西征）、イランの地にイル・ハン国（フレグ・ウルス）を建国した。イルハン国はイスラム化した王朝であることが強調されているが、それが仏教からの改宗であったことはあまり語られない傾向にある。
イルハン国最初の首都であったマラーゲには仏教遺跡が残されている。イルハン国にはインド・ウイグル・中国から医者・学者・官僚・技術者など優秀な人材が集まっており、その中に仏教徒も含まれていたと思われる。イルハン国内では数多くの仏教施設が建設され、中国的な建築物も建てられた。特に4代目ハンのアルグン（在位1284年 - 1291年）は仏教に心酔しており、多数の寺院を建設した。
しかし、アイグンの息子で仏教徒として育てられた7代目ガザン・ハン（在位1295年 - 1304年）は、権力基盤を強化するためにイスラム教に改宗し、仏教を徹底的に弾圧した。彼は仏教寺院とゾロアスター教寺院の破壊を命じ、その僧侶たちに改宗か国外脱出を迫った。この過程はカザンは、宰相ラシード・アッディーンに編纂させた『集史』に記載されている。なお、『集史』の作成にはイスラム教徒・キリスト教徒・ユダヤ教徒に並んで仏教徒も協力していた。
カザンの統治下でイルハン国は大いに発展し、カザンの弟で8代目ハンのオルジェイトゥ時代（1304年 - 1316年）には、最も平和で繁栄した時期を迎えた。

### その後
カザンの改宗と弾圧によってイランにおける仏教の存在はほぼ消し去られたとみられている。現在、仏教遺跡ではないかと指摘されている遺跡は以下の通り。
- ブーシェフル近郊 - チェヘルハーネー石窟とハイダリ石窟
- マラーゲ近郊 - イルハン国初期の首都。ラサットハーネー石窟とヴァルジュヴィ石窟

2002年には日本人考古学者樋口隆康によって在テヘランのイラン国立博物館でファールス州から出土したガンダーラ様式の仏像19体が確認されたと報道されたが、同館はアフガニスタンからの盗品であると主張した。これはイランに仏教が伝わったことがないとする現体制の公式見解に則ったもので、学術性はないとされる